# Adam Niebieszczański
Adam Kazimierz Niebieszczański (ur. 24 grudnia 1911 w Kutach, zm. 21 listopada 1982 w Yorku) – polski adwokat, działacz narodowy i emigracyjny, pisarz i publicysta.

## Życiorys
Adam Kazimierz Niebieszczański urodził się 24 grudnia 1911 w Kutach. Kształcił się w Państwowym Gimnazjum Św. Marii Magdaleny w Poznaniu, gdzie w 1929 ukończył VII klasę i zdał egzamin dojrzałości (w jego klasie był Adam Kozłowiecki). W 1934 ukończył studia prawnicze na Wydziale Prawno-Ekonomicznym Uniwersytetu Poznańskiego, uzyskując tytuł magistra nauk prawnych. Pracował jako adwokat na Śląsku. Działał w Stronnictwie Narodowym. Był sądzony przed sądem w Tarnowskich Górach w procesie członków SN, oskarżonych o gromadzenie materiałów wybuchowych celem dokonania zamachów i wyrokiem z 19 grudnia 1936 został skazany na karę sześciu miesięcy pozbawienia wolności. Był sekretarzem Obozu Wszechpolskiego na Śląsku i członkiem Rady Naczelnej SN. Należał do korporacji akademickiej „Silesia!”.
Po wybuchu II wojny światowej przedostał się na Zachód, przez Włochy i Francję do Szkocji. Tam zgłosił się do formowanej  1 Samodzielnej Brygady Spadochronowej. Został przydzielony do kompanii łączności. We wrześniu 1944, w stopniu kaprala podchorążego i na stanowisku dowódcy radiostacji, wziął udział w przeprawie przez Ren i został ranny w bitwie pod Arnhem. Później został mianowany podporucznikiem. Na skutek odniesionych ran został zwolniony ze służby wojskowej. Otrzymał Krzyż Walecznych i odznaczenia brytyjskie. 
W maju 1945 został mianowany wicekonsulem w Nowym Jorku i wyjechał do Stanów Zjednoczonych. Ze stanowiska ustąpił w lipcu 1945 wspólnie z personelem konsulatu. Pracował tam także jako kierownik placówki Ministerstwa Spraw Wewnętrznych. W późniejszych latach był aktywny jaki pisarz i publicysta oraz prowadzący odczyty, których wygłosił 600 w 42 stanach amerykańskich. Wygłaszał je na uniwersytetach, także afroamerykańskich. Na Uniwersytecie Montrealskim został mianowany wizytującym lektorem, a później research attaché. W formie newslettera wydawał periodyk „Inside Poland”. Publikował na łamach „Myśli Polskiej”.
Został organizatorem i był wieloletnim prezesem emigracyjnego Stronnictwa Narodowego w tym kraju. Jako przedstawiciel SN został sekretarzem ukonstytuowanego w 1950 Przedstawicielstwa Rady Politycznej w Stanach Zjednoczonych (skupiającego działaczy PPS, SN, NiD), kierowanego przez Stefana Korbońskiego. Działał w Zgromadzeniu Europejskich Narodów Ujarzmionych (ACEN). Był wiceprezesem Rady Politycznej, a następnie Rady Jedności Narodowej w Ameryce. Był współzałożycielem i wiceprezesem wykonawczym Fundacji im. I. Paderewskiego w Nowym Jorku. Z ramienia tego podmiotu wyjechał w sierpniu 1956 do południowo-zachodniej Azji, celem zainicjowania programu stypendialnego na tym obszarze. Kilkumiesięczny pobyt zaowocował wydaniem w 1959 wspomnień z podróży w tym regionie, które w tym czasie były nieliczną polskojęzyczną książką o tym kontynencie. Był w składzie zarządu, rady dyrektorów założonego w 1961 Instytutu Romana Dmowskiego w Nowym Jorku, a w 1966 został jednym z wiceprezesów. Aktywny działacz Kongresu Polonii Amerykańskiej. Od 1976 zamieszkiwał w Anglii. Był członkiem naczelnych władz SN w Londynie.
Zmarł 21 listopada 1982 w Yorku. Został pochowany na cmentarzu w Heslington 25 listopada 1982. Był żonaty z Joyce.

## Publikacje
- Notatnik z podróży (1959)[14]
- Zalety i wady Wersalu (w: Rok Dmowskiego w Ameryce, 1968)[15]